# Heras
Heras é um gênero de mariposa pertencente à família Crambidae.